# Membrane stapédiale
 (mai 2024).
La membrane stapédiale (ou  membrane obturatrice de l'étrier de Testut) est un repli horizontal de la muqueuse de la cavité tympanique qui comble l'espace entre la base du stapès et ses deux branches.